# Hester Thrale

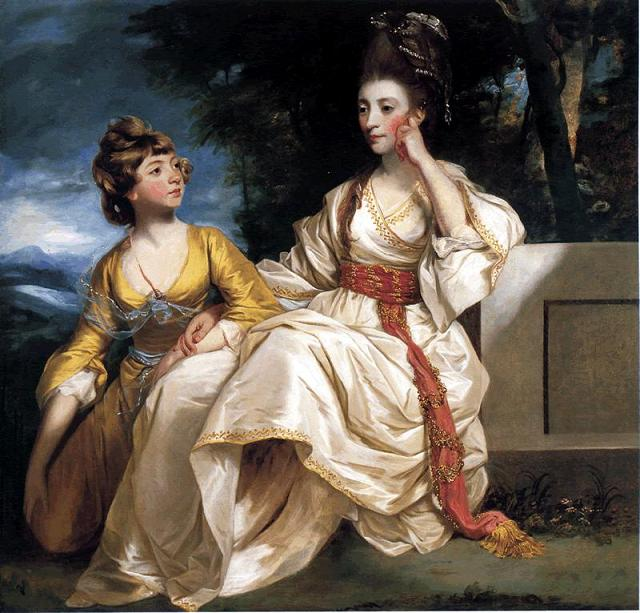
Joshua Reynolds: Porträt der Hester Thrale und ihrer Tochter Hester, ca. 1777, Fredericton, Beaverbrook Art Gallery.

Hester Lynch Thrale, geb. Salusbury, später verh. Piozzi (* 27. Januar 1741 in Bodfel Hall, Caernarvonshire, Wales; † 2. Mai 1821 in Clifton, Bristol) war eine englische Autorin, Salonnière und Kunstmäzenin. Sie war mit Samuel Johnson befreundet, für dessen Biographie ihre Tagebücher eine wichtige Quelle darstellen.

## Leben
Thrale wurde in Bodfel Hall nahe Pwllheli geboren als einzige Tochter von Hester Maria, geb. Cotton (1707–1773), und John Salusbury (1707–1762). Ihre Eltern waren Cousin und Cousine und stammten beide von Katheryn von Berain, der „Mutter von Wales“ ab, worauf Hester Thrale sehr stolz war. Von dem ehemals reichen Landbesitz ihrer Familie väterlicherseits blieben beim Tod ihres Großvaters nur Schulden, so dass die Familie lange unter Geldnot litt.
Die Familie lebte zunächst kurz bei einem kinderlosen Onkel mütterlicherseits, Robert Cotton, in Lleweni Hall in Denbighshire und dessen Haus in London, bis dieser 1748 starb. Im darauffolgenden Jahr nahm Thrales Vater erfolglos an Lord Halifaxs Expedition nach Nova Scotia teil, während seine Frau mit der Tochter zu einem kinderlosen Onkel väterlicherseits, Thomas Salusbury, nach Offley Park, Hertfordshire zog. Thrale erhielt zu dieser Zeit Unterricht in Französisch, Italienisch, Latein, Philosophie und Rhetorik. Ihr Lehrer Arthur Collier und dessen Freunde Sarah Fielding und James Harris ermutigten Thrale zum Schreiben und schickten ihre Texte regelmäßig an Londoner Zeitungen. Thrale übersetzte unter anderem Racines Épitre sur l’homme (1747).
Nach dem Tod ihres Vaters wurde Thrale auf Vorschlag ihres Onkels am 11. Oktober 1763 mit dem reichen, aber bürgerlichen Brauer Henry Thrale (1728–1781) verheiratet. Das Paar lebte in Streatham Park. Thrale war dreizehn Mal schwanger und gebar zwölf Kinder, von denen jedoch nur vier das Erwachsenenalter erreichten. In London bewegte sie sich in literarischen Kreisen um Samuel Johnson, Oliver Goldsmith und Mary Boyle, Countess of Cork and Orrery und patronierte die junge Schriftstellerin Frances Burney, mit der sie nach Bath reiste. Samuel Johnson wurde bei ihr im Januar 1765 eingeführt. Er wurde die zentrale Figur des Intellektuellen-Kreises, der sich bei Mrs. Thrale traf. Er hatte dort ein ständiges Gästezimmer und arbeitete oft in der Bibliothek in Thrales Haus in Streatham Park, die auf seine Empfehlungen hin ergänzt wurde. Johnson, der ihr auch einige Verse widmete, lobte an ihr, dass „der Witz ihrer Rede eine ständig sprudelnde Quelle war“. 1774 reiste er mit den Thrales nach Wales und 1775 nach Paris. Berühmte Gäste ihres Salons wurden von Joshua Reynolds porträtiert (z. B. Goldsmith und Charles Burney und auch mehrfach Hester Thrale und ihre Familie). Nach dem Tod ihres Mannes 1781 heiratete sie 1784 den italienischen Musiklehrer ihrer Kinder Gabriel Mario Piozzi (1740–1809), was zum Bruch mit Johnson führte (der kurze Zeit später starb), aber auch viele Bekannte und Verwandte wandten sich von ihr ab. Mit ihrem Mann bereiste sie bis 1787 Italien und zog in das Landhaus „Brynbella“ in Nordwales im Tal des Clwyd bei Tremeirchion, wo sie in der Corpus Christi Church begraben ist. Auf einer Plakette in der Kirche steht: „Dr. Johnsons Mrs. Thrale. Geistreich, lebhaft und charmant, in einem Zeitalter der Genialität nahm sie einen herausragenden Platz ein.“
Thrales Publikationen sind wichtige Quellen über das Leben Samuel Johnsons. Nach Johnsons Tod veröffentlichte sie 1786 Anecdotes of the late Samuel Johnson, das sie 1785 in Florenz geschrieben hatte, und 1788 zwei Bände Letters to and from the late Samuel Johnson. Auch ihre publizierten Tagebücher ermöglichen einen wichtigen Einblick in Johnsons Alltag und das Gesellschaftsleben im England des 18. Jahrhunderts.
Ihre älteste Tochter war Hester Maria Elphinstone, Viscountess Keith (1764–1857), die unter dem von Johnson geschaffenen Spitznamen Queeney bekannt war. Sie war ebenfalls eine literarische Mäzenin und Ehefrau des Admirals George Elphinstone, 1. Viscount Keith. Briefe an sie von ihrer Mutter und Johnson wurden als The Queeney Letters 1934 veröffentlicht.

## Werke
- The British Synonymy, or an Attempt to Regulate the Choice of words in Familiar Conversation. 1785.
- Anecdotes of the late Samuel Johnson. 1786.
- Letters to and from the late Samuel Johnson. Zwei Bände, 1788.
- Observations and reflections made in the course of a journey through France, Italy, and Germany. 1789.
  - Esther Lynch Piozzi: Bemerkungen auf einer Reise durch Frankreich, Italien und Deutschland. Übers. Meta Forkel-Liebeskind; Überarb. der Übers., Vorrede, Anmerkungen Georg Forster. 2 Bände. Varrentrapp und Wenner, Frankfurt, Mainz 1790.
- Retrospection or a Review of the Most Striking and Important Events, Characters, Situations and their Consequences which the last Eighteen Hundred Years have presented to the view of mankind. 1801.